# (52427) 1994 PH
(52427) 1994 PH es un asteroide perteneciente al cinturón de asteroides, descubierto el 2 de agosto de 1994 por Yoshisada Shimizu y el también astrónomo Takeshi Urata desde el Observatorio de Nachikatsuura, Wakayama, Japón.

## Designación y nombre
Designado provisionalmente como 1994 PH.

## Características orbitales
1994 PH está situado a una distancia media del Sol de 2,349 ua, pudiendo alejarse hasta 2,809 ua y acercarse hasta 1,888 ua. Su excentricidad es 0,196 y la inclinación orbital 4,648 grados. Emplea 1314,77 días en completar una órbita alrededor del Sol.

## Características físicas
La magnitud absoluta de 1994 PH es 15,39. 